# Centzon Totochtin
I Centzon Totochtin ("quattrocento conigli"; anche Centzontotochtin), secondo la mitologia azteca, erano un gruppo di divinità che si incontravano di frequente nelle varie celebrazioni; sono conigli-divinità e dei dell'ubriachezza. Alcuni dei loro membri erano Texcatzonatl, Colhuatzincatl e Ometochtli. I loro genitori erano Patecatl (dio della fertilità e scopritore del peyote) e Mayahuel (dea dell'alcool) e potrebbero essere stati fratelli di Ixtlilton.
Il nome era usato anche come unità di misura dell'ubriachezza di un uomo: il livello minimo era "Pochi Conigli", quello massimo invece "400 Conigli". Note anche come divinità del pulque, bevanda alcolica ottenuta dalla fermentazione di alcune specie di agave consumata durante le funzioni religiose con il peyote. Dopo l'arrivo degli spagnoli il processo con cui gli Aztechi ottenevano il pulque subì alcune modifiche fino a diventare l'odierna tequila.
Centzon Totochtin è il nome della nave volante utilizzata dai protagonisti di Ergo Proxy.